# Nätsäckspinnare
Nätsäckspinnare (Whittleia retiella) är en fjärilsart som beskrevs av Newman 1847. Nätsäckspinnare ingår i släktet Whittleia och familjen säckspinnare. Enligt den svenska rödlistan är arten akut hotad i Sverige. Arten förekommer i Götaland. Artens livsmiljö är havsstränder, jordbrukslandskap. Inga underarter finns listade i Catalogue of Life.

## Bildgalleri

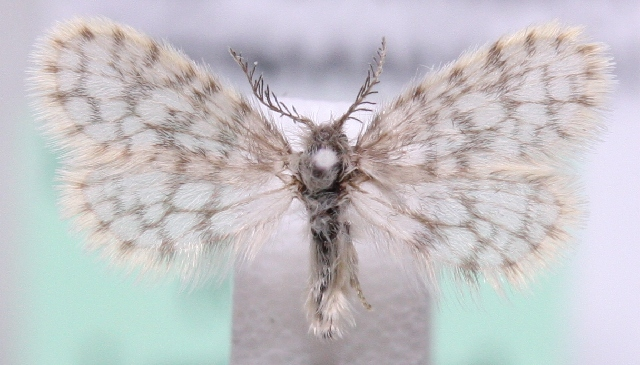